# Maihingen
Maihingen – miejscowość i gmina w Niemczech, w kraju związkowym Bawaria, w rejencji Szwabia, w regionie Augsburg, w powiecie Donau-Ries, wchodzi w skład wspólnoty administracyjnej Wallerstein. Leży około 30 km na północny zachód od Donauwörth.

## Dzielnice
W skład gminy wchodzą następujące dzielnice:
- Maihingen
- Utzwingen

## Demografia
| Rok  | Liczba mieszk. |
| ---- | -------------- |
| 1970 | 1 049          |
| 1987 | 1 043          |
| 2000 | 1 224          |

## Polityka
Wójtem gminy jest Franz Stimpfle, rada gminy składa się z 12 osób.
|      | UWG | WG Utzwingen | WG | FW Maihingen/Utzwingen | Razem |
| 2008 | -   | 4            | 4  | 4                      | 12    |
| 2002 | 2   | 3            | 4  | 3                      | 12    |